# Claus Boesser-Ferrari

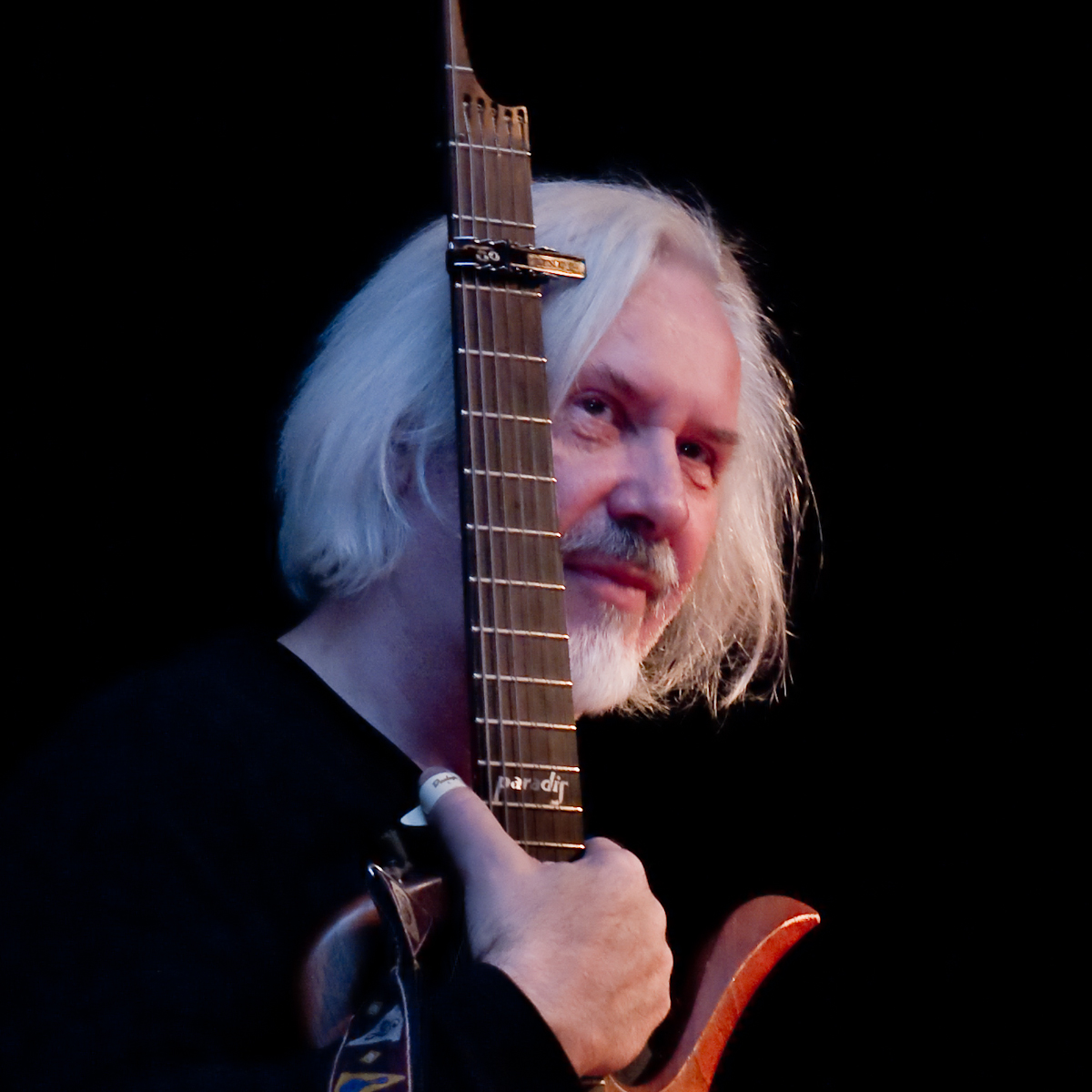
Claus Boesser-Ferrari am In Guitar Festival 2011 in der Esse Music Bar in Winterthur.

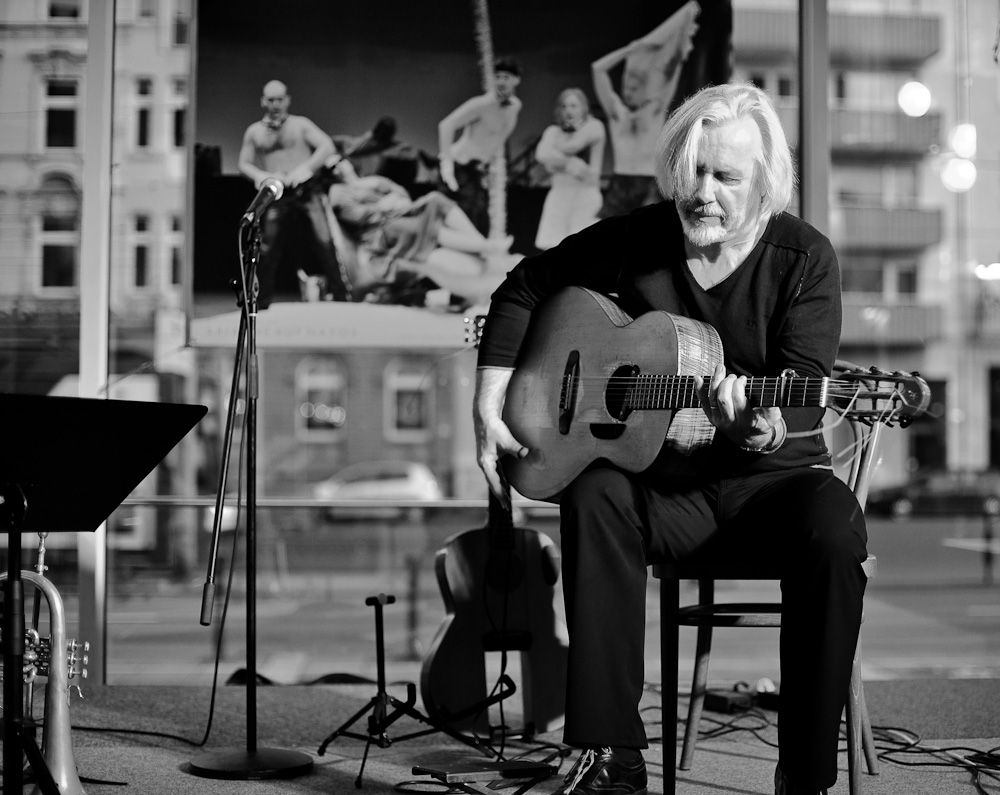
Claus Boesser-Ferrari, 2010

Claus Boesser-Ferrari (* 22. September 1952 in Bellheim) ist ein deutscher Gitarrist und Komponist.

## Leben
Claus Boesser-Ferrari ist ein stilprägender deutscher Gitarrist, Komponist und Dozent mit internationaler Reputation. Er hat die Klangästhetik der Akustischen Gitarre um klangmalerische Verfremdungen und raffinierte rhythmisch-perkussive Techniken erweitert.
Claus Boesser-Ferrari begann 1967 als Gitarrist in einer Rockband. Nach einem Studium der Klassischen Gitarre am Konservatorium der Musik in Speyer gründete er 1976 die Folk-Rock-Band Thorin Eichenschild und war in Deutschland auf Tournee mit Joan Baez. 1980 erhielt er den ersten Preis der Deutschen Phono-Akademie.
Seit 1992 tritt er als Solist in Europa, Nord- und Südamerika, Afrika und Asien auf. Er spielt u. a. mit Marc Ribot, Ralph Towner, Barbara Lahr und Fred Frith. Seit 1994 schreibt er Bühnenmusik für  Theater in  Hamburg, Berlin, Hannover, Mannheim, Basel und Zürich.
Neben intermedialen Projekten mit Marc Ribot und Jochen Schambeck arbeitet Boesser-Ferrari an Musik- und Lyrikprojekten sowie Hörspielproduktionen für den NDR mit Christa Wolf, Hannelore Hoger und Crescentia Dünsser.